# Montecarlo
Montecarlo – miejscowość i gmina we Włoszech, w regionie Toskania, w prowincji Lukka.
Według danych na rok 2004 gminę zamieszkiwało 4345 osób, 289,7 os./km².